# Aero (automerk)

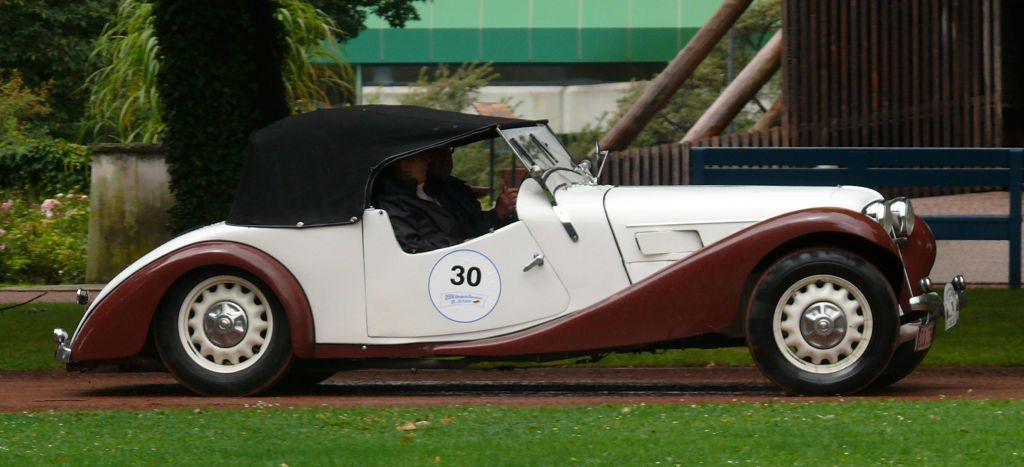
Aero 30 Roadster bicolor r

Aero, een in de Tsjechische hoofdstad Praag gevestigde sportvliegtuigbouwer, stapte in 1928 in het avontuur van de sportauto's. De Aero 10 was het eerste model, met een 499 cc motor van 10 pk. In 1931 werd deze opgevolgd door de 18, 622 cc en 18 pk sterk. Tot 1934 werden er 2575 van gemaakt. Hierna volgden de 20, 30 en 50, waarvan de 30 het meest succesvol was.
Na de Tweede Wereldoorlog moest Aero zich van de Tsjecho-Slowaakse regering in het kader van de planeconomie beperken tot de vliegtuigindustrie. Aero heeft niet meer dan 500 exemplaren van het vooroorlogse model 30 met gemodificeerde grille geproduceerd voor men in 1947 de productie staakte, hoewel men met de modellen Pony en Record twee prototypes voor de naoorlogse periode had ontwikkeld.
De Jawa-fabriek kreeg van de regering toestemming tussen 1946 en 1952 de Aero Minor te produceren, om zich daarna op motorfietsen te concentreren.